# Надежда (фильм, 2025)
«Надежда» (кор. 호프) — будущий южнокорейский мистический триллер, снятый режиссёром На Хонджином. Главные роли в фильме исполнят Хван Чжонмин, Чон Хоён, Майкл Фассбендер и Алисия Викандер.
Премьера фильма запланирована на 2026 год.

## Сюжет
Обнаружив таинственную внеземную сущность, распространяющую болезнь в окрестностях затерянной в сельской местности портовой деревушки Хопо, её жители начинают борьбу с ней.

## В ролях
- Хван Джонмин — Бомсок, офицер полиции[2]
- Чо Ин Сон — Сонги, охотник
- Чон Хоён — Сонэ, офицер полиции
- Майкл Фассбендер
- Алисия Викандер
- Тейлор Рассел
- Кэмерон Бриттон

## Производство
О начале работы над фильмом стало известно в начале декабря 2022 года. На Хонджин стал сценаристом, продюсером и режиссёром научно-фантастического фильма «Надежда» (호프), съёмки пройдут в Южной Корее, хотя первоначально над проектом работал Альфонсо Куарон в США. Сюжет, по своему развитию отличающийся от других научно-фантастических фильмов, рассказывает о появлении инопланетян в затерянной деревне. Идея возникла у На Хонджина в 2017 или 2018 году: «Когда я ужинал в ресторане, внезапно произошло что-то странное, сопровождавшееся ярким светом. Чуть позже в новостях по телевизору рассказывали об этом странном событии. Когда эта сцена всплыла в памяти, я начал думать о сюжете», — вспоминает он в одном из интервью.
По словам режиссёра, фильм будет представлять собой трилогию с общим бюджетом более 100 миллиардов вон. Первая часть может оказаться самым высокобюджетным фильмом Южной Кореи.
Производством фильма занимается компания На Хонджина Forged Films, а дистрибуцией — Plus M Entertainment. UTA Independent Film Group владеет правами на прокат фильма в Северной Америке.
В конце марта 2023 года Хон Гёнпхё стал оператором фильма.
В актёрский состав фильма вошли Хван Джонмин, Чо Ин Сон, Чон Хоён, Майкл Фассбендер, Алисия Викандер.
В начале марта 2023 года, по данным его агентства IOK Company, Чо Ин Сон рассматривал возможность участия в фильме. В конце марта 2023 года на роль супружеской пары были приглашены Майкл Фассбендер и Алисия Викандер, а модель Чон Хоён на роль офицера полиции. В начале апреля к команде присоединились Тейлор Рассел и Кэмерон Бриттон.
Съёмки должны были начаться в первой половине 2023 года в нескольких южнокорейских регионах, в том числе в провинции Канвондо. Производство было запланировано на середину года. В середине июля состоялась встреча с жителями волости Пукпхён (Южная Чолла), который должен был стать основным местом съёмок.
Съёмки начались в октябре 2023 года в деревне Намчхан, расположенной в Пукпхёне. Съёмки также проходят в Румынии, в том числе 29 дней в горах Ретезат и два дня в хижине Валеа-Самбетэй в горах Фэгэраш.
Премьера фильма запланирована на 2025 год.